# Philips Records
La Philips Records è stata un'etichetta discografica olandese, di proprietà della Universal Music Group.
Fu fondata nel 1950 con il nome di Philips Phonografische Industrie (PPI).

## Storia della Philips
L'etichetta discografica nacque come "Philips Phonographische Industrie" (PPI) nel giugno del 1950, quando iniziò a pubblicare dischi di musica classica . Vennero inoltre realizzate registrazioni di artisti popolari di diverse nazionalità e di artisti classici provenienti da Germania, Francia e Paesi Bassi. Lanciata con lo slogan "Records of the Century" (riferito alla sede centrale britannica della Philips Industries, Century House, W1), le prime uscite in Gran Bretagna apparvero nel gennaio del 1953 su dischi da 10" a 78 giri, mentre gli LP apparvero nel luglio del 1954.
Philips distribuì anche registrazioni della Columbia Records statunitense (all'epoca una divisione della CBS ) nel Regno Unito e nel continente europeo. Dopo la separazione dell'etichetta English Columbia (di proprietà della EMI ) da quella American Columbia, Philips iniziò a distribuire anche registrazioni originali Columbia con l'etichetta Philips nel Regno Unito.
Il primo gruppo di otto singoli pubblicati nel 1953 includeva artisti britannici come Gilbert Harding , Flanagan e Allen e Gracie Fields , seguiti dagli artisti della Columbia Records come Jo Stafford , Frankie Laine e Johnnie Ray . Il primo singolo dell'etichetta a entrare in classifica fu " I Believe " di Frankie Laine, che raggiunse la prima posizione in classifica nel Regno Unito quell'aprile. Molte delle prime registrazioni britanniche dell'etichetta furono prodotte da Norman Newell, fino a quando John Franz non fu nominato responsabile degli artisti e del repertorio ( A&R ) nel 1954.
Nel 1958, la Philips creò un'etichetta sussidiaria, la Fontana Records , il che significava che le registrazioni American-Columbia venivano pubblicate sia con le etichette Philips che Fontana. Questo accordo durò fino all'aprile del 1962, quando, sotto la pressione della Columbia in America, la Philips creò una terza etichetta per loro, la CBS Records (non poteva chiamare l'etichetta Columbia poiché il copyright per quel nome era da tempo di proprietà della EMI). Verso la fine del 1964, sotto la guida del presidente statunitense della Columbia Records Goddard Lieberson , la CBS Records formò le proprie operazioni internazionali, adottando il nome della sua allora madre CBS . La CBS Records stabilì la sua sede nel Regno Unito in Theobalds Road a Holborn. Singoli e album delle etichette Philips e Fontana di proprietà della Columbia furono successivamente eliminati dal catalogo.
Nel 1962, la Philips Records e la Deutsche Grammophon formarono la joint venture Grammophon-Philips Group (GPG), che in seguito divenne PolyGram nel 1972. Le stampe per il Regno Unito venivano prodotte nel grande stabilimento dell'azienda con sede a Walthamstow, nel nord-est di Londra.
Nel 1961, dopo che la Philips perse il suo accordo di distribuzione negli Stati Uniti e in Canada con la Columbia Records, stipulò un accordo di scambio con la Mercury Records . [ 1 ] Un anno dopo, la consociata statunitense della Philips, la Consolidated Electronics Industries Corp. (alias Conelco ), acquistò la Mercury e le sue etichette sussidiarie, come la Smash . I dischi classici, jazz e pop della Philips furono ora commercializzati dalla Mercury negli Stati Uniti con l'etichetta Philips. Anche il team della Mercury Living Presence realizzò registrazioni di musica classica per la Philips, nel luglio 1961. Questi dischi, realizzati nella Walthamstow Town Hall vicino a Londra, includevano i concerti per pianoforte di Liszt eseguiti da Sviatoslav Richter e dalla London Symphony Orchestra diretta da Kiril Kondrashin ; due album di "bon-bon" sinfonici della London Symphony Orchestra e Charles Mackerras pubblicati come "Kaleidoscope"; "Russian Song Recital" di Galina Vishnevskaya e Mstislav Rostropovich ; e la sonata op. 10 di Beethoven. 69 per violoncello e pianoforte di Richter e Rostropovich. L'album Richter Liszt è stato registrato su pellicola magnetica 35mm a 3 tracce ed è stato ripubblicato su CD da una rimasterizzazione realizzata dal film dalla produttrice originale Wilma Cozart Fine (moglie dell'ingegnere del suono Bob ) come parte della serie Philips Solo. [ 2 ]
Tra i gruppi classici che Philips registrò più spesso figuravano la Royal Concertgebouw Orchestra , il Beaux Arts Trio e il Quartetto Italiano . Il violinista Arthur Grumiaux e il pianista Claudio Arrau erano sotto contratto con Philips. Le orchestre sinfoniche sotto contratto, tra cui la London Symphony Orchestra, erano sotto la direzione di giovani direttori prestigiosi come Colin Davis e Bernard Haitink .
Dal 1961 fino alla fine degli anni '80, la Philips Records (USA) pubblicò molti titoli di musica classica in confezioni specifiche per gli Stati Uniti, inizialmente con le stesse copertine laminate lucide della Mercury Records. I dischi venivano stampati nello stabilimento Mercury di Richmond, Indiana, e masterizzati a New York da George Piros presso la Fine Recording, utilizzando master a 2 tracce e mono forniti dalla Philips. Queste pubblicazioni erano la serie PHS 900 xxx per la stereofonia e la serie 500 xxx per la monofonia. Clair Van Ausdal, dell'ufficio Mercury di New York, supervisionò le pubblicazioni di musica classica della Philips negli Stati Uniti fino alla metà degli anni '60.
Philips lanciò anche un'etichetta jazz omonima negli Stati Uniti, pubblicando sia registrazioni europee importate dalla Philips sia nuove registrazioni americane di Gerry Mulligan , Dizzy Gillespie e Woody Herman , tra gli altri. Questi dischi furono realizzati tramite le attività jazz già esistenti della Mercury e prodotti da Jack Tracy e altri.
Oltre al jazz e alla musica classica, la Philips divenne un'etichetta importante anche nel mondo del rock e del pop dalla fine degli anni '50 alla fine degli anni '70. Nel Regno Unito, la Philips sviluppò un solido roster di musica popolare, firmando contratti con artisti come Marty Wilde , Roy Castle , Anne Shelton , i Four Pennies , gli Springfields , Dusty Springfield e i Walker Brothers . L'etichetta pop americana fu lanciata nel 1962 a partire dal singolo R&B "Gee Baby" di Ben & Bea e dal folk-country, come "Makes You Wanna Sigh" di Ross Legacy nel 1969. Firmò un contratto con i Four Seasons nel 1964. Svolse anche un ruolo nella promozione del genere garage rock e del rock psichedelico tra la metà e la fine degli anni '60, il cui contratto di maggior successo fu la Blue Cheer . 
Nel Regno Unito, durante gli anni '60 e '70, la Philips rivolse la sua attenzione maggiormente al crescente mercato MOR con artisti come Lena Zavaroni , Peters e Lee , Nana Mouskouri e Demis Roussos , oltre a pubblicare dischi di novità di personalità dei media come Ed Stewart , Bruce Forsyth , Dave Allen e Chris Hill . Nel 1970, Philips, Fontana, Mercury Records e la neonata Vertigo Records furono fuse in una nuova società chiamata Phonogram . In Europa, tuttavia, la Philips fu utilizzata su larga scala e divenne il punto vendita della Sire Records in America e distribuì numerose band punk e new wave come Talking Heads , Ramones e Radio Birdman , che avevano firmato in Australia. Pubblicò anche alcuni dischi disco di Donna Summer e dei Village People , poiché la loro etichetta di casa Casablanca Records non era autorizzata all'uso in tutti i paesi del mondo. Un'altra importante etichetta americana che firmò per il Regno Unito fu la Avco Records, che fornì alla Phonogram uno dei suoi gruppi statunitensi più venduti, gli Stylistics. Verso la fine del 1979 la Phonogram ingaggiò i Dire Straits per l'etichetta Vertigo. La band vendette un numero enorme di dischi in tutta Europa e fu scelta per promuovere la prima uscita di CD nel 1985, con un tour nazionale in collaborazione con Philips/Sony Industries.
Nel 1980, PolyGram consolidò tutte le sue attività statunitensi, Phonogram, Inc., Mercury Records , RSO , Casablanca e Polydor Records e le etichette associate nella PolyGram Records , con sede a New York City. Con la nuova società, PolyGram decise di dismettere Philips come etichetta pop e rock nel Regno Unito e in gran parte d'Europa, sebbene continuasse a pubblicare frequentemente dischi in Francia e nel Sud-est asiatico di artisti pop cinesi e di Hong Kong. La maggior parte dei contratti di musica rock e pop di PolyGram andarono a Mercury e Polydor nel Regno Unito e in Europa, sebbene l'etichetta fosse usata con parsimonia in America. Philips entrò a far parte di PolyGram Classics come etichetta di musica classica insieme a Decca Records e Deutsche Grammophon . La maggior parte degli artisti fu trasferita a Mercury Records o ad altre etichette locali di proprietà di PolyGram.
Dall'inizio degli anni '70, i dischi di musica classica Philips non venivano più prodotti negli Stati Uniti; venivano invece realizzati nei Paesi Bassi e venduti come pezzi d'importazione sul mercato americano. Philips ripubblicò una serie di titoli Mercury Living Presence con il nome di "Mercury Golden Imports", con produzione nei Paesi Bassi e master ricavati da nastri di produzione a 2 tracce, a differenza del metodo originale di mixaggio stereo degli LP direttamente dai master a 3 tracce e dalle pellicole.
Negli anni '80, la Philips Classics Records fu fondata per distribuire i suoi artisti classici, sebbene registrazioni di musica classica siano state pubblicate anche con l'etichetta Philips. Negli Stati Uniti, la Philips si occupò della distribuzione e delle vendite di Philips, Mercury, British Decca (venduta con l'etichetta londinese negli Stati Uniti) e Deutsche Grammophon.
Dopo la vendita della PolyGram alla Vivendi/Seagram, tutte le etichette discografiche PolyGram, tra cui Philips e Decca, entrarono a far parte della Universal Music Group .
Dal 1995 il marchio non viene più usato.